# Kanton Draveil
Der Kanton Draveil ist seit 1976 ein französischer Wahlkreis für die Wahl des Départementrats im Arrondissement Évry im Département Essonne und in der Region Île-de-France; sein Bureau centralisateur befindet sich in Draveil.

## Gemeinden
Der Kanton besteht aus fünf Gemeinden und Gemeindeteilen mit insgesamt 53.916 Einwohnern (Stand: 1. Januar 2022) auf einer Gesamtfläche von 47,73 km²:
| Gemeinde                  | Einwohner 1. Januar 2022 | Fläche km² | Dichte Einw./km² | Code INSEE | Postleitzahl |
| ------------------------- | ------------------------ | ---------- | ---------------- | ---------- | ------------ |
| Draveil                   | 29.824                   | 15,75      | 1.894            | 91201      | 91210        |
| Étiolles                  | 3.100                    | 11,65      | 266              | 91225      | 91450        |
| Montgeron                 | 6.151                    | 6,84       | 899              | 91421      | 91230        |
| Saint-Germain-lès-Corbeil | 7.471                    | 4,93       | 1.515            | 91553      | 91250        |
| Soisy-sur-Seine           | 7.370                    | 8,56       | 861              | 91600      | 91450        |
| Kanton Draveil            | 53.916                   | 47,73      | 1.130            | 9106       | –            |

1. ↑   Nur der südöstliche Teil der Gemeinde, der Rest gehört zum Kanton Vigneux-sur-Seine.

Bis zur Neuordnung bestand der Kanton Draveil aus der Gemeinde Draveil. Sein Zuschnitt entsprach einer Fläche von 15,75 km2.

## Bevölkerungsentwicklung
| 1962   | 1968   | 1975   | 1982   | 1990   | 1999   | 2006   |
| ------ | ------ | ------ | ------ | ------ | ------ | ------ |
| 18 124 | 25 352 | 28 602 | 26 543 | 27 867 | 28 093 | 28 736 |